# Chlorophoneus
Chlorophoneus – rodzaj ptaków z rodziny dzierzbików (Malaconotidae).

## Zasięg występowania
Rodzaj obejmuje gatunki występujące w Afryce Subsaharyjskiej.

## Morfologia
Długość ciała 17–25,5 cm; masa ciała 22–61 g.

## Systematyka
Rodzaj zdefiniował w 1851 roku niemiecki ornitolog Jean Cabanis w publikacji swojego autorstwa Museum Heineanum. Cabanis wymienił kilka gatunków, nie wyznaczając gatunku typowego; w ramach późniejszego oznaczenia w 1855 roku angielski ornitolog George Robert Gray na gatunek typowy wyznaczył dzierzbika oliwkowego (C. olivaceus).  

### Etymologia
- Meristes: gr. μεριστης meristēs „rozdzielacz”, od μεριζω merizō „rozdzielać”[9]. Typ nomenklatoryczny: Reichenbach na rycinie lxx nazwanej „Laniinae: Psarinae” nie podaje gatunku typowego; w ramach późniejszego oznaczenia na gatunek typowy wyznaczono Lanius olivaceus Shaw, 1809[10].
- Chlorophoneus: gr. χλωρος khlōros „zielony”; φονευς phoneus „morderca” (tj. dzierzba), od φονευω phoneuō „mordować”[11].
- Cosmophoneus: gr. χλωρος khlōros zielony; φονευς phoneus „morderca” (tj. dzierzba), od φονευω phoneuō „mordować”[12]. Typ nomenklatoryczny: Laniarius multicolor G.R. Gray, 1845.
- Dryophoneus: gr. δρυς drus, δρυος druos „drzewo”; φονευς phoneus „morderca” (tj. dzierzba), od φονευω phoneuō „mordować”[13]. Typ nomenklatoryczny: Laniarius bocagei Reichenow, 1894.

### Podział systematyczny
Do rodzaju należą następujące gatunki:
- Chlorophoneus kupeensis Serle, 1951 – dzierzbik czarnouchy
- Chlorophoneus multicolor (G.R. Gray, 1845) – dzierzbik różnobarwny
- Chlorophoneus nigrifrons (Reichenow, 1896) – dzierzbik czarnoczelny
- Chlorophoneus olivaceus (Shaw, 1809) – dzierzbik oliwkowy
- Chlorophoneus bocagei (Reichenow, 1894) – dzierzbik białobrewy
- Chlorophoneus sulfureopectus (Lesson, 1831) – dzierzbik złoty